# Vaumort
Vaumort es una localidad y comuna francesa situada en la región de Borgoña, departamento de Yonne, en el distrito de Auxerre y cantón de Sens-Sud-Est.

## Demografía
| 246 | 234 | 255 | 252 | 318 | 289 | 334 | 321 | 323 | 315 | 327 | 297 | 268 | 245 | 230 | 234 | 194 | 197 | 188 | 172 | 173 | 176 | 173 | 177 | 168 | 171 | 149 | 120 | 131 | 152 | 225 | 267 | 308 |
| Para los censos de 1962 a 1999 la población legal corresponde a la población sin duplicidades (Fuente: INSEE [Consultar]) |     |     |     |     |     |     |     |     |     |     |     |     |     |     |     |     |     |     |     |     |     |     |     |     |     |     |     |     |     |     |     |     |

## Historia
El resto más antiguo de la comuna es un menhir situado en el valle. Sin embargo la población actual tiene su origen probablemente en una aldea del si VII, Vallis Maurus, situada junto a una vía romana. La iglesia se edificó en el siglo XI.